# Theotima minutissima
Theotima minutissima är en spindelart som först beskrevs av Alexander Petrunkevitch 1929.  Theotima minutissima ingår i släktet Theotima och familjen Ochyroceratidae. Inga underarter finns listade i Catalogue of Life.